# Ovinio Galicano
Ovinio Galicano (floruit 293-317) fue un senador del Imperio romano, probablemente el primer cónsul romano cristiano.
En 293/300 fue el curator de Teanum Sidicinum. El 4 de agosto de 316 se confirma su nombramiento como prefecto de la Ciudad de Roma, como sucesor de Cayo Vetio Cosinio Rufino, y mantiene el puesto hasta al menos el 15 de mayo de 317, año en el que fue también cónsul, para ser sucedido por Septimio Baso.
Puede tratarse del mismo Galicano que cedió tierras para la iglesia de San Pedro, San Pablo y San Juan el Bautista en Ostia.